# Olaf Sund
Olaf Sund (* 31. August 1931 in Heide; † 8. Januar 2010 in Beedenbostel bei Celle) war ein deutscher Politiker (SPD). Er war Mitglied des Niedersächsischen Landtages, Mitglied des Deutschen Bundestages, Senator und Mitglied des Abgeordnetenhauses von Berlin und Staatssekretär im Land Brandenburg.

## Biografie

### Ausbildung und Beruf
Aufgrund des Zweiten Weltkrieges erfolgte lediglich ein unterbrochener Schulbesuch bis 1948. Diesen beendete er zunächst nach vorübergehender Tätigkeit im Tiefbau und in der Landwirtschaft 1948 ohne Abschluss. Von 1949 bis 1951 absolvierte er eine Verwaltungslehre bei der Allgemeinen Ortskrankenkasse Heide, von 1951 bis 1952 war er nach seinem Lehrabschluss bei der AOK Rendsburg beschäftigt. Von 1952 bis 1954 besuchte er die Hochschule für Arbeit, Politik und Wirtschaft in Wilhelmshaven-Rüstersiel (Propädeutikum). Hier schloss er 1954 seine Reifeprüfung ab. Von 1954 bis 1957 studierte er Sozialwissenschaften und der Volkswirtschaftslehre in Wilhelmshaven, Tübingen und Hamburg. 1957 legte er sein Examen als Diplomvolkswirt an der Universität Hamburg ab. Von 1957 bis 1961 hatte er eine Tätigkeit in der Chemiefaserindustrie inne. 1962 begann er seine hauptberufliche Tätigkeit in der Erwachsenenbildung, Heimvolkshochschule Jägerei Hustedt. 1969 wurde er deren Leiter.
Er war Mitglied der Gewerkschaft Erziehung und Wissenschaft.

### Politik
Sund trat im 1961 als Mitglied der SPD bei.
Er war Mitglied des Niedersächsischen Landtages in der siebten Wahlperiode vom 21. Juni 1970 bis zum 20. November 1972. Erstmals bei der Bundestagswahl 1972 wurde er im Wahlkreis Celle für die SPD direkt in den Bundestag gewählt. Bei der Bundestagswahl 1976 zog er über die Landesliste der SPD Niedersachsen ins Parlament ein.
Am 2. Mai 1977 wurde er von Berlins Regierendem Bürgermeister Dietrich Stobbe zum Senator für Arbeit und Soziales berufen. Daraufhin legte er sein Bundestagsmandat am 17. Mai 1977 nieder. Nach der Berlinwahl 1979 wurde Sund erneut zum Arbeits- und Sozialsenator berufen, zugleich wurde er Mitglied des Abgeordnetenhauses von Berlin. Sund verblieb auch nach dem Rücktritt Stobbes und dem Amtsantritt Hans-Jochen Vogels in seinem Ressort. Jedoch stellte sich der neue Senat Vogel per Neuwahlen dem Wählervotum, das eine Fortsetzung der bisherigen sozial-liberalen Koalition vereitelte. Die SPD ging in die Opposition, so dass Sund nach vier Jahren 1981 aus dem Senat ausschied. Sund übernahm die Funktion des stellvertretenden Fraktionsvorsitzenden. Am 1. September 1982 legte er sein Abgeordnetenmandat nieder und wurde Präsident des Landesarbeitsamtes Nordrhein-Westfalen; hier war er bis 1991 tätig.
Von 1991 bis 1996 amtierte Sund als Staatssekretär im Ministerium für Arbeit, Soziales, Gesundheit und Frauen in der von Ministerpräsident Manfred Stolpe geführten Regierung des Landes Brandenburg.

### Ehrungen
- Die Marie-Juchacz-Plakette der Arbeiterwohlfahrt wurde ihm 1983 verliehen.

## Senate
- Senat Stobbe I – Senat Stobbe II – Senat Vogel